# Tour de Sicile 2022
La 26e édition du Tour de Sicile a lieu du 12 avril au 15 avril 2022. La course fait partie du calendrier UCI Europe Tour 2022 en catégorie 2.1, et est remportée par le Sicilien Damiano Caruso.

## Équipes présentes
| WorldTeams (3)- Astana Qazaqstan Team - Intermarché-Wanty-Gobert Matériaux - Trek-Segafredo ProTeams (4)- Bardiani-CSF-Faizanè - Drone Hopper-Androni Giocattoli - Eolo-Kometa - Human Powered Health Équipes continentales (11)- Biesse-Carrera - Colombia Tierra de Atletas-GW Bicicletas - Cycling Team Friuli ASD - D'Amico UM Tools - EF Education-Nippo Development - Giotti Victoria-Savini Due - MG.K Vis Colors For Peace VPM - Team Corratec - Team Qhubeka - Work Service-Vitalcare-Dynatek - Zalf Euromobil Fior Équipe nationale- Italie |
| |

## Étapes
| Étape     | Date    | Villes étapes                        | type                      | Distance (km) | Vainqueur d'étape | Leader du classement général |
| --------- | ------- | ------------------------------------ | ------------------------- | ------------- | ----------------- | ---------------------------- |
| 1re étape | 12 avr. | Milazzo – Bagheria                   | étape de plaine           | 199           | Matteo Malucelli  | Matteo Malucelli             |
| 2e étape  | 13 avr. | Palma di Montechiaro – Caltanissetta | étape de moyenne montagne | 152           | Damiano Caruso    | Damiano Caruso               |
| 3e étape  | 14 avr. | Realmonte – Piazza Armerina          | étape de moyenne montagne | 171           | Fran Miholjević   | Fran Miholjević              |
| 4e étape  | 15 avr. | Ragalna – Etna                       | étape de montagne         | 140           | Damiano Caruso    | Damiano Caruso               |

## Déroulement de la course

### 1reétape
| \| Classement de l'étape \| Classement de l'étape \| Classement de l'étape \| Classement de l'étape \| Classement de l'étape \| \| Coureur \| Coureur \| Pays \| Équipe \| Temps \| \| --------------------- \| --------------------- \| --------------------- \| ---------------------------------- \| --------------------- \| \| 1er \| Matteo Malucelli \| Italie \| Italie \| 4 h 21 min 36 s \| \| 2e \| Matteo Moschetti \| Italie \| Trek-Segafredo \| + 0 s \| \| 3e \| Filippo Fiorelli \| Italie \| Bardiani CSF Faizanè \| + 0 s \| \| 4e \| Alessandro Fedeli \| Italie \| Italie \| + 0 s \| \| 5e \| Damiano Caruso \| Italie \| Italie \| + 0 s \| \| 6e \| David Martín Romero \| Espagne \| Eolo-Kometa \| + 0 s \| \| 7e \| Gerben Thijssen \| Belgique \| Intermarché-Wanty-Gobert Matériaux \| + 0 s \| \| 8e \| Pier-André Côté \| Canada \| Human Powered Health \| + 0 s \| \| 9e \| Carloalberto Giordani \| Italie \| Biesse-Carrera \| + 0 s \| \| 10e \| Nicola Venchiarutti \| Italie \| Work Service-Vitalcare-Dynatek \| + 0 s \| |                       |          |                                    |                 |
| |                       |          |                                    |                 |
| Source : ProCyclingStats |                       |          |                                    |                 |
| Classement de l'étape |                       |          |                                    |                 |
| Coureur | Coureur               | Pays     | Équipe                             | Temps           |
| 1er | Matteo Malucelli      | Italie   | Italie                             | 4 h 21 min 36 s |
| 2e | Matteo Moschetti      | Italie   | Trek-Segafredo                     | + 0 s           |
| 3e | Filippo Fiorelli      | Italie   | Bardiani CSF Faizanè               | + 0 s           |
| 4e | Alessandro Fedeli     | Italie   | Italie                             | + 0 s           |
| 5e | Damiano Caruso        | Italie   | Italie                             | + 0 s           |
| 6e | David Martín Romero   | Espagne  | Eolo-Kometa                        | + 0 s           |
| 7e | Gerben Thijssen       | Belgique | Intermarché-Wanty-Gobert Matériaux | + 0 s           |
| 8e | Pier-André Côté       | Canada   | Human Powered Health               | + 0 s           |
| 9e | Carloalberto Giordani | Italie   | Biesse-Carrera                     | + 0 s           |
| 10e | Nicola Venchiarutti   | Italie   | Work Service-Vitalcare-Dynatek     | + 0 s           |

| \| Classement général \| Classement général \| Classement général \| Classement général \| Classement général \| \| Coureur \| Coureur \| Pays \| Équipe \| Temps \| \| ------------------ \| ------------------- \| ------------------ \| ---------------------------------- \| ------------------ \| \| 1er \| Matteo Malucelli \| Italie \| Italie \| 4 h 21 min 26 s \| \| 2e \| Matteo Moschetti \| Italie \| Trek-Segafredo \| + 4 s \| \| 3e \| Filippo Fiorelli \| Italie \| Bardiani CSF Faizanè \| + 6 s \| \| 4e \| Alejandro Ropero \| Espagne \| Eolo-Kometa \| + 7 s \| \| 5e \| Michael Belleri \| Italie \| Biesse-Carrera \| + 9 s \| \| 6e \| Alessandro Fedeli \| Italie \| Italie \| + 10 s \| \| 7e \| Damiano Caruso \| Italie \| Italie \| + 10 s \| \| 8e \| David Martín Romero \| Espagne \| Eolo-Kometa \| + 10 s \| \| 9e \| Gerben Thijssen \| Belgique \| Intermarché-Wanty-Gobert Matériaux \| + 10 s \| \| 10e \| Pier-André Côté \| Canada \| Human Powered Health \| + 10 s \| |                     |          |                                    |                 |
| |                     |          |                                    |                 |
| Source : ProCyclingStats |                     |          |                                    |                 |
| Classement général |                     |          |                                    |                 |
| Coureur | Coureur             | Pays     | Équipe                             | Temps           |
| 1er | Matteo Malucelli    | Italie   | Italie                             | 4 h 21 min 26 s |
| 2e | Matteo Moschetti    | Italie   | Trek-Segafredo                     | + 4 s           |
| 3e | Filippo Fiorelli    | Italie   | Bardiani CSF Faizanè               | + 6 s           |
| 4e | Alejandro Ropero    | Espagne  | Eolo-Kometa                        | + 7 s           |
| 5e | Michael Belleri     | Italie   | Biesse-Carrera                     | + 9 s           |
| 6e | Alessandro Fedeli   | Italie   | Italie                             | + 10 s          |
| 7e | Damiano Caruso      | Italie   | Italie                             | + 10 s          |
| 8e | David Martín Romero | Espagne  | Eolo-Kometa                        | + 10 s          |
| 9e | Gerben Thijssen     | Belgique | Intermarché-Wanty-Gobert Matériaux | + 10 s          |
| 10e | Pier-André Côté     | Canada   | Human Powered Health               | + 10 s          |

### 2eétape
| \| Classement de l'étape \| Classement de l'étape \| Classement de l'étape \| Classement de l'étape \| Classement de l'étape \| \| Coureur \| Coureur \| Pays \| Équipe \| Temps \| \| --------------------- \| --------------------- \| --------------------- \| ------------------------------------- \| --------------------- \| \| 1er \| Damiano Caruso \| Italie \| Italie \| 3 h 45 min 18 s \| \| 2e \| Vincenzo Nibali \| Italie \| Astana Qazaqstan Team \| + 0 s \| \| 3e \| Domenico Pozzovivo \| Italie \| Intermarché-Wanty-Gobert Matériaux \| + 0 s \| \| 4e \| Kenny Elissonde \| France \| Trek-Segafredo \| + 0 s \| \| 5e \| Alessandro Fedeli \| Italie \| Italie \| + 3 s \| \| 6e \| Vincenzo Albanese \| Italie \| Eolo-Kometa \| + 3 s \| \| 7e \| Nicola Conci \| Italie \| Italie \| + 3 s \| \| 8e \| Filippo Fiorelli \| Italie \| Bardiani CSF Faizanè \| + 3 s \| \| 9e \| Alexander Cepeda \| Équateur \| Drone Hopper-Androni Giocattoli \| + 3 s \| \| 10e \| Edgar Pinzón \| Colombie \| Colombia Tierra de Atletas-GW Shimano \| + 3 s \| |                    |          |                                       |                 |
| |                    |          |                                       |                 |
| Source : ProCyclingStats |                    |          |                                       |                 |
| Classement de l'étape |                    |          |                                       |                 |
| Coureur | Coureur            | Pays     | Équipe                                | Temps           |
| 1er | Damiano Caruso     | Italie   | Italie                                | 3 h 45 min 18 s |
| 2e | Vincenzo Nibali    | Italie   | Astana Qazaqstan Team                 | + 0 s           |
| 3e | Domenico Pozzovivo | Italie   | Intermarché-Wanty-Gobert Matériaux    | + 0 s           |
| 4e | Kenny Elissonde    | France   | Trek-Segafredo                        | + 0 s           |
| 5e | Alessandro Fedeli  | Italie   | Italie                                | + 3 s           |
| 6e | Vincenzo Albanese  | Italie   | Eolo-Kometa                           | + 3 s           |
| 7e | Nicola Conci       | Italie   | Italie                                | + 3 s           |
| 8e | Filippo Fiorelli   | Italie   | Bardiani CSF Faizanè                  | + 3 s           |
| 9e | Alexander Cepeda   | Équateur | Drone Hopper-Androni Giocattoli       | + 3 s           |
| 10e | Edgar Pinzón       | Colombie | Colombia Tierra de Atletas-GW Shimano | + 3 s           |

| \| Classement général \| Classement général \| Classement général \| Classement général \| Classement général \| \| Coureur \| Coureur \| Pays \| Équipe \| Temps \| \| ------------------ \| ------------------ \| ------------------ \| ------------------------------------- \| ------------------ \| \| 1er \| Damiano Caruso \| Italie \| Italie \| 8 h 06 min 44 s \| \| 2e \| Vincenzo Nibali \| Italie \| Astana Qazaqstan Team \| + 4 s \| \| 3e \| Domenico Pozzovivo \| Italie \| Intermarché-Wanty-Gobert Matériaux \| + 6 s \| \| 4e \| Filippo Fiorelli \| Italie \| Bardiani CSF Faizanè \| + 9 s \| \| 5e \| Kenny Elissonde \| France \| Trek-Segafredo \| + 10 s \| \| 6e \| Alessandro Fedeli \| Italie \| Italie \| + 13 s \| \| 7e \| Nicola Conci \| Italie \| Italie \| + 13 s \| \| 8e \| Alexander Cepeda \| Équateur \| Drone Hopper-Androni Giocattoli \| + 13 s \| \| 9e \| Edgar Pinzón \| Colombie \| Colombia Tierra de Atletas-GW Shimano \| + 13 s \| \| 10e \| Vincenzo Albanese \| Italie \| Eolo-Kometa \| + 13 s \| |                    |          |                                       |                 |
| |                    |          |                                       |                 |
| Source : ProCyclingStats |                    |          |                                       |                 |
| Classement général |                    |          |                                       |                 |
| Coureur | Coureur            | Pays     | Équipe                                | Temps           |
| 1er | Damiano Caruso     | Italie   | Italie                                | 8 h 06 min 44 s |
| 2e | Vincenzo Nibali    | Italie   | Astana Qazaqstan Team                 | + 4 s           |
| 3e | Domenico Pozzovivo | Italie   | Intermarché-Wanty-Gobert Matériaux    | + 6 s           |
| 4e | Filippo Fiorelli   | Italie   | Bardiani CSF Faizanè                  | + 9 s           |
| 5e | Kenny Elissonde    | France   | Trek-Segafredo                        | + 10 s          |
| 6e | Alessandro Fedeli  | Italie   | Italie                                | + 13 s          |
| 7e | Nicola Conci       | Italie   | Italie                                | + 13 s          |
| 8e | Alexander Cepeda   | Équateur | Drone Hopper-Androni Giocattoli       | + 13 s          |
| 9e | Edgar Pinzón       | Colombie | Colombia Tierra de Atletas-GW Shimano | + 13 s          |
| 10e | Vincenzo Albanese  | Italie   | Eolo-Kometa                           | + 13 s          |

### 3eétape
| \| Classement de l'étape \| Classement de l'étape \| Classement de l'étape \| Classement de l'étape \| Classement de l'étape \| \| Coureur \| Coureur \| Pays \| Équipe \| Temps \| \| --------------------- \| --------------------- \| --------------------- \| ---------------------------------- \| --------------------- \| \| 1er \| Fran Miholjević \| Croatie \| Cycling Team Friuli ASD \| 4 h 54 min 07 s \| \| 2e \| Pier-André Côté \| Canada \| Human Powered Health \| + 41 s \| \| 3e \| Filippo Fiorelli \| Italie \| Bardiani CSF Faizanè \| + 41 s \| \| 4e \| Nicola Venchiarutti \| Italie \| Work Service-Vitalcare-Dynatek \| + 41 s \| \| 5e \| Vincenzo Albanese \| Italie \| Eolo-Kometa \| + 41 s \| \| 6e \| Vincenzo Nibali \| Italie \| Astana Qazaqstan Team \| + 41 s \| \| 7e \| Jacopo Mosca \| Italie \| Trek-Segafredo \| + 41 s \| \| 8e \| Valerio Conti \| Italie \| Astana Qazaqstan Team \| + 41 s \| \| 9e \| Georg Zimmermann \| Allemagne \| Intermarché-Wanty-Gobert Matériaux \| + 41 s \| \| 10e \| Alessandro Fedeli \| Italie \| Italie \| + 41 s \| |                     |           |                                    |                 |
| |                     |           |                                    |                 |
| Source : ProCyclingStats |                     |           |                                    |                 |
| Classement de l'étape |                     |           |                                    |                 |
| Coureur | Coureur             | Pays      | Équipe                             | Temps           |
| 1er | Fran Miholjević     | Croatie   | Cycling Team Friuli ASD            | 4 h 54 min 07 s |
| 2e | Pier-André Côté     | Canada    | Human Powered Health               | + 41 s          |
| 3e | Filippo Fiorelli    | Italie    | Bardiani CSF Faizanè               | + 41 s          |
| 4e | Nicola Venchiarutti | Italie    | Work Service-Vitalcare-Dynatek     | + 41 s          |
| 5e | Vincenzo Albanese   | Italie    | Eolo-Kometa                        | + 41 s          |
| 6e | Vincenzo Nibali     | Italie    | Astana Qazaqstan Team              | + 41 s          |
| 7e | Jacopo Mosca        | Italie    | Trek-Segafredo                     | + 41 s          |
| 8e | Valerio Conti       | Italie    | Astana Qazaqstan Team              | + 41 s          |
| 9e | Georg Zimmermann    | Allemagne | Intermarché-Wanty-Gobert Matériaux | + 41 s          |
| 10e | Alessandro Fedeli   | Italie    | Italie                             | + 41 s          |

| \| Classement général \| Classement général \| Classement général \| Classement général \| Classement général \| \| Coureur \| Coureur \| Pays \| Équipe \| Temps \| \| ------------------ \| ------------------ \| ------------------ \| ------------------------------------- \| ------------------ \| \| 1er \| Fran Miholjević \| Croatie \| Cycling Team Friuli ASD \| 13 h 01 min 14 s \| \| 2e \| Damiano Caruso \| Italie \| Italie \| + 18 s \| \| 3e \| Vincenzo Nibali \| Italie \| Astana Qazaqstan Team \| + 22 s \| \| 4e \| Filippo Fiorelli \| Italie \| Bardiani CSF Faizanè \| + 23 s \| \| 5e \| Domenico Pozzovivo \| Italie \| Intermarché-Wanty-Gobert Matériaux \| + 24 s \| \| 6e \| Kenny Elissonde \| France \| Trek-Segafredo \| + 28 s \| \| 7e \| Alessandro Fedeli \| Italie \| Italie \| + 31 s \| \| 8e \| Nicola Conci \| Italie \| Italie \| + 31 s \| \| 9e \| Alexander Cepeda \| Équateur \| Drone Hopper-Androni Giocattoli \| + 31 s \| \| 10e \| Edgar Pinzón \| Colombie \| Colombia Tierra de Atletas-GW Shimano \| + 31 s \| |                    |          |                                       |                  |
| |                    |          |                                       |                  |
| Source : ProCyclingStats |                    |          |                                       |                  |
| Classement général |                    |          |                                       |                  |
| Coureur | Coureur            | Pays     | Équipe                                | Temps            |
| 1er | Fran Miholjević    | Croatie  | Cycling Team Friuli ASD               | 13 h 01 min 14 s |
| 2e | Damiano Caruso     | Italie   | Italie                                | + 18 s           |
| 3e | Vincenzo Nibali    | Italie   | Astana Qazaqstan Team                 | + 22 s           |
| 4e | Filippo Fiorelli   | Italie   | Bardiani CSF Faizanè                  | + 23 s           |
| 5e | Domenico Pozzovivo | Italie   | Intermarché-Wanty-Gobert Matériaux    | + 24 s           |
| 6e | Kenny Elissonde    | France   | Trek-Segafredo                        | + 28 s           |
| 7e | Alessandro Fedeli  | Italie   | Italie                                | + 31 s           |
| 8e | Nicola Conci       | Italie   | Italie                                | + 31 s           |
| 9e | Alexander Cepeda   | Équateur | Drone Hopper-Androni Giocattoli       | + 31 s           |
| 10e | Edgar Pinzón       | Colombie | Colombia Tierra de Atletas-GW Shimano | + 31 s           |

### 4eétape
| \| Classement de l'étape \| Classement de l'étape \| Classement de l'étape \| Classement de l'étape \| Classement de l'étape \| \| Coureur \| Coureur \| Pays \| Équipe \| Temps \| \| --------------------- \| --------------------- \| --------------------- \| ---------------------------------- \| --------------------- \| \| 1er \| Damiano Caruso \| Italie \| Italie \| 4 h 01 min 47 s \| \| 2e \| Louis Meintjes \| Afrique du Sud \| Intermarché-Wanty-Gobert Matériaux \| + 5 s \| \| 3e \| Alexander Cepeda \| Équateur \| Drone Hopper-Androni Giocattoli \| + 10 s \| \| 4e \| Vincenzo Nibali \| Italie \| Astana Qazaqstan Team \| + 17 s \| \| 5e \| Diego Rosa \| Italie \| Eolo-Kometa \| + 50 s \| \| 6e \| Kenny Elissonde \| France \| Trek-Segafredo \| + 57 s \| \| 7e \| Nicola Conci \| Italie \| Italie \| + 2 min 06 s \| \| 8e \| Vincenzo Albanese \| Italie \| Eolo-Kometa \| + 2 min 18 s \| \| 9e \| Antonio Nibali \| Italie \| Astana Qazaqstan Team \| + 2 min 20 s \| \| 10e \| Luca Rastelli \| Italie \| Bardiani CSF Faizanè \| + 2 min 22 s \| |                   |                |                                    |                 |
| |                   |                |                                    |                 |
| Source : ProCyclingStats |                   |                |                                    |                 |
| Classement de l'étape |                   |                |                                    |                 |
| Coureur | Coureur           | Pays           | Équipe                             | Temps           |
| 1er | Damiano Caruso    | Italie         | Italie                             | 4 h 01 min 47 s |
| 2e | Louis Meintjes    | Afrique du Sud | Intermarché-Wanty-Gobert Matériaux | + 5 s           |
| 3e | Alexander Cepeda  | Équateur       | Drone Hopper-Androni Giocattoli    | + 10 s          |
| 4e | Vincenzo Nibali   | Italie         | Astana Qazaqstan Team              | + 17 s          |
| 5e | Diego Rosa        | Italie         | Eolo-Kometa                        | + 50 s          |
| 6e | Kenny Elissonde   | France         | Trek-Segafredo                     | + 57 s          |
| 7e | Nicola Conci      | Italie         | Italie                             | + 2 min 06 s    |
| 8e | Vincenzo Albanese | Italie         | Eolo-Kometa                        | + 2 min 18 s    |
| 9e | Antonio Nibali    | Italie         | Astana Qazaqstan Team              | + 2 min 20 s    |
| 10e | Luca Rastelli     | Italie         | Bardiani CSF Faizanè               | + 2 min 22 s    |

## Classements finals

### Classement général
| \| Classement général \| Classement général \| Classement général \| Classement général \| Classement général \| \| Coureur \| Coureur \| Pays \| Équipe \| Temps \| \| ------------------ \| ------------------ \| ------------------ \| ------------------------------------- \| ------------------ \| \| 1er \| Damiano Caruso \| Italie \| Italie \| 17 h 03 min 09 s \| \| 2e \| Alexander Cepeda \| Équateur \| Drone Hopper-Androni Giocattoli \| + 29 s \| \| 3e \| Louis Meintjes \| Afrique du Sud \| Intermarché-Wanty-Gobert Matériaux \| + 29 s \| \| 4e \| Vincenzo Nibali \| Italie \| Astana Qazaqstan Team \| + 31 s \| \| 5e \| Kenny Elissonde \| France \| Trek-Segafredo \| + 1 min 17 s \| \| 6e \| Nicola Conci \| Italie \| Italie \| + 2 min 29 s \| \| 7e \| Vincenzo Albanese \| Italie \| Eolo-Kometa \| + 2 min 41 s \| \| 8e \| Edgar Pinzón \| Colombie \| Colombia Tierra de Atletas-GW Shimano \| + 2 min 45 s \| \| 9e \| Andrey Zeits \| Kazakhstan \| Astana Qazaqstan Team \| + 2 min 52 s \| \| 10e \| Antonio Nibali \| Italie \| Astana Qazaqstan Team \| + 2 min 57 s \| |                   |                |                                       |                  |
| |                   |                |                                       |                  |
| Source : ProCyclingStats |                   |                |                                       |                  |
| Classement général |                   |                |                                       |                  |
| Coureur | Coureur           | Pays           | Équipe                                | Temps            |
| 1er | Damiano Caruso    | Italie         | Italie                                | 17 h 03 min 09 s |
| 2e | Alexander Cepeda  | Équateur       | Drone Hopper-Androni Giocattoli       | + 29 s           |
| 3e | Louis Meintjes    | Afrique du Sud | Intermarché-Wanty-Gobert Matériaux    | + 29 s           |
| 4e | Vincenzo Nibali   | Italie         | Astana Qazaqstan Team                 | + 31 s           |
| 5e | Kenny Elissonde   | France         | Trek-Segafredo                        | + 1 min 17 s     |
| 6e | Nicola Conci      | Italie         | Italie                                | + 2 min 29 s     |
| 7e | Vincenzo Albanese | Italie         | Eolo-Kometa                           | + 2 min 41 s     |
| 8e | Edgar Pinzón      | Colombie       | Colombia Tierra de Atletas-GW Shimano | + 2 min 45 s     |
| 9e | Andrey Zeits      | Kazakhstan     | Astana Qazaqstan Team                 | + 2 min 52 s     |
| 10e | Antonio Nibali    | Italie         | Astana Qazaqstan Team                 | + 2 min 57 s     |

### Classements annexes
| Classement par points | Classement par points | Classement par points | Classement par points       | Classement par points |
| --------------------- | --------------------- | --------------------- | --------------------------- | --------------------- |
|                       | Coureur               | Pays                  | Équipe                      | Point(s)              |
| 1er                   | Damiano Caruso        | Italie                | Italie                      | 30 points             |
| 2e                    | Filippo Fiorelli      | Italie                | Bardiani-CSF-Faizanè        | 24 pts                |
| 3e                    | Vincenzo Nibali       | Italie                | Astana Qazaqstan            | 22 pts                |
| 4e                    | Fran Miholjević       | Croatie               | Cycling Team Friuli ASD     | 15 pts                |
| 5e                    | Vincenzo Alabanese    | Italie                | EOLO-Kometa                 | 14 pts                |
| 6e                    | Alessandro Fedeli     | Italie                | Italie                      | 14 pts                |
| 7e                    | Pier-André Côté       | Canada                | Human Powered Health        | 13 pts                |
| 8e                    | Matteo Malucelli      | Italie                | Italie                      | 12 pts                |
| 9e                    | Kenny Elissonde       | France                | Trek-Segafredo              | 12 pts                |
| 10e                   | Nicola Venchiarutti   | Italie                | Work Service Vitalcare Vega | 11 pts                |
| modifier              |                       |                       |                             |                       |

| Classement du meilleur grimpeur | Classement du meilleur grimpeur | Classement du meilleur grimpeur | Classement du meilleur grimpeur    | Classement du meilleur grimpeur |
| ------------------------------- | ------------------------------- | ------------------------------- | ---------------------------------- | ------------------------------- |
|                                 | Coureur                         | Pays                            | Équipe                             | Point(s)                        |
| 1er                             | Stefano Gandin                  | Italie                          | Team Corratec                      | 34 points                       |
| 2e                              | Damiano Caruso                  | Italie                          | Italie                             | 25 pts                          |
| 3e                              | German Dario Gomez              | Colombie                        | Colombia Tierra de Atletas         | 23 pts                          |
| 4e                              | Pier-André Côté                 | Canada                          | Human Powered Health               | 20 pts                          |
| 5e                              | Louis Meintjes                  | Afrique du Sud                  | Intermarché-Wanty-Gobert Matériaux | 17 pts                          |
| 6e                              | Rafael Pineda                   | Colombie                        | Colombia Tierra de Atletas         | 15 pts                          |
| 7e                              | Nicola Venchiarutti             | Italie                          | Work Service Vitalcare Vega        | 14 pts                          |
| 8e                              | Alexander Cepeda                | Équateur                        | Drone Hopper-Androni Giocattoli    | 12 pts                          |
| 9e                              | Vincenzo Nibali                 | Italie                          | Astana Qazaqstan                   | 10 pts                          |
| 10e                             | Matteo Zurlo                    | Italie                          | Zalf Euromobil Fior                | 10 pts                          |
| modifier                        |                                 |                                 |                                    |                                 |

| Classement meilleur jeune | Classement meilleur jeune | Classement meilleur jeune | Classement meilleur jeune          | Classement meilleur jeune |
|                           | Coureur                   | Pays                      | Équipe                             | Temps                     |
| ------------------------- | ------------------------- | ------------------------- | ---------------------------------- | ------------------------- |
| 1er                       | Alexander Cepeda          | Équateur                  | Drone Hopper-Androni Giocattoli    | en 17 h 3 min 38 s        |
| 2e                        | Nicola Conci              | Italie                    | Italie                             | + 2 min                   |
| 3e                        | Andrés Pinzón Villalba    | Colombie                  | Colombia Tierra de Atletas         | + 2 min 16 s              |
| 4e                        | Simone Raccani            | Italie                    | Zalf Euromobil Fior                | + 2 min 34 s              |
| 5e                        | Luca Rastelli             | Italie                    | Bardiani-CSF-Faizanè               | + 3 min 32 s              |
| 6e                        | Georg Zimmermann          | Allemagne                 | Intermarché-Wanty-Gobert Matériaux | + 4 min 26 s              |
| 7e                        | Fran Miholjević           | Croatie                   | Cycling Team Friuli ASD            | + 7 min 9 s               |
| 8e                        | Christian Scaroni         | Italie                    | Italie                             | + 8 min 18 s              |
| 9e                        | Cristian David Rico       | Colombie                  | Colombia Tierra de Atletas         | + 8 min 42 s              |
| 10e                       | German Dario Gomez        | Colombie                  | Colombia Tierra de Atletas         | + 8 min 49 s              |
| modifier                  |                           |                           |                                    |                           |

| Classement par équipes | Classement par équipes             | Classement par équipes | Classement par équipes |
|                        | Équipe                             | Pays                   | Temps                  |
| ---------------------- | ---------------------------------- | ---------------------- | ---------------------- |
| 1re                    | Astana Qazaqstan                   | Kazakhstan             | en 51 h 15 min 53 s    |
| 2e                     | Italie                             | Italie                 | + 23 s                 |
| 3e                     | Intermarché-Wanty-Gobert Matériaux | Belgique               | + 3 min 48 s           |
| 4e                     | EOLO-Kometa                        | Italie                 | + 3 min 57 s           |
| 5e                     | Drone Hopper-Androni Giocatteli    | Italie                 | + 6 min 43 s           |
| 6e                     | Bardiani-CSF-Faizanè               | Italie                 | + 11 min 46 s          |
| 7e                     | Colombia Tierre de Atletas         | Colombie               | + 12 min 5 s           |
| 8e                     | Cycling Team Friuli ASD            | Italie                 | + 28 min 41 s          |
| 9e                     | Work Service Vitalcare Vega        | Italie                 | + 37 min 42 s          |
| 10e                    | Zalf Euromobil Fior                | Italie                 | + 38 min 17 s          |
| modifier               |                                    |                        |                        |

## Évolution des classements
| Étape              | Vainqueur          | Classement général | Classement par points | Classement de la montagne | Classement du meilleur jeune | Classement par équipes |
| ------------------ | ------------------ | ------------------ | --------------------- | ------------------------- | ---------------------------- | ---------------------- |
| 1                  | Matteo Malucelli   | Matteo Malucelli   | Matteo Malucelli      | Stefano Gandin            | Alejandro Ropero             | Italie                 |
| 2                  | Damiano Caruso     | Damiano Caruso     | Damiano Caruso        | Stefano Gandin            | Nicola Conci                 | Italie                 |
| 3                  | Fran Miholjević    | Fran Miholjević    | Filippo Fiorelli      | Stefano Gandin            | Fran Miholjević              | Italie                 |
| 4                  | Damiano Caruso     | Damiano Caruso     | Damiano Caruso        | Stefano Gandin            | Alexander Cepeda             | Astana Qazaqstan       |
| Classements finals | Classements finals | Damiano Caruso     | Damiano Caruso        | Stefano Gandin            | Alexander Cepeda             | Astana Qazaqstan       |